# Шевців (Брянська область)
Шевців (рос. Шевцов) — селище в Унецькому районі Брянської області Російської Федерації.
Населення становить 28 осіб. Входить до складу муніципального утворення Унецьке міське поселення.

## Історія
Населений пункт розташований на території українського етнічного та культурного краю Стародубщина.
Від 2005 року входить до складу муніципального утворення Унецьке міське поселення.

## Населення
| 2010 | 2013 |
| ---- | ---- |
| 29   | ↘28  |